# Edwardsville (Illinois)
Edwardsville – miasto w Stanach Zjednoczonych, w stanie Illinois, siedziba administracyjna hrabstwa Madison.